# ماركو اسيتونو
ماركو توليو أسيتونو ميخيا (من مواليد 28 ديسمبر 2003) هو لاعب كرة قدم محترف هندوراسي يلعب كجناح لريال إسبانيا.